# Notacanthus abbotti
Espèce
Notacanthus abbotti est une espèce de poisson appartenant à la famille  des Notacanthidés.